# Verizon Building
Het Verizon Building, voorheen bekend als het New York Telephone Company Building, is een wolkenkrabber in art-decostijl in de Amerikaanse stad New York uit 1927, gesitueerd in Lower Manhattan.
Het Verizon Building is 152 meter hoog, telt 32 verdiepingen en werd gebouwd van 1923 tot 1927, oorspronkelijk als hoofdzetel van de New York Telephone Company. Dit veranderde na het uiteenvallen van het originele AT&T, waarna het jarenlang de hoofdzetel van NYNEX was. Na de fusie van Bell Atlantic en NYNEX in 1997 diende het als de hoofdzetel van telecommunicatieconcern Verizon Communications. Het gebouw bleef ook het hoofdkantoor van Verizon na de fusie van Bell Atlantic en GTE in 2000. Verizon verkocht de bovenste 21 verdiepingen van het gebouw aan een projectontwikkelaar in 2013. Alle hogere verdiepingen werden omgezet in appartementen.
Het gebouw ligt aan West Street, Vesey Street en Barclay Street. Het wordt ook aangeduid als het Barclay-Vesey Building. Het Verizon Building bevindt zich tegenover het World Trade Center en liep ernstige schade op aan zijn oostelijke façade bij de aanslagen op 11 september 2001, bij de instorting van 7 World Trade Center in de late namiddag. De restauratie van het gebouw duurde drie jaar en heeft in totaal $ 1,4 miljard gekost.

## Ontwerp
Het Verizon Building heeft een totaal vloeroppervlak van 110.000 m². De lobby bestaat uit marmeren muren, travertijnvloeren met bronzen medaillons en een andere sierlijke inrichting, waaronder muurschilderingen die laten zien hoe de geschiedenis van menselijke communicatie zich ontplooide, van Azteekse hardlopers tot de telefoon.
Architect Ralph Thomas Walker liet zich inspireren door de Mayacultuur voor het ontwerp van de gevels. De versiering van het exterieur bevat complex gebladerte, getaxidermeerde dierenkoppen aan de muren, delen van het ontwerp en een telefoonbel - als een symbool van het telefoonbedrijf - boven de ingang.
Architecten en historici beschouwen het Verizon Building op grote schaal als de eerste wolkenkrabber in art deco. Verder beschouwt men het gebouw als "een van de meest significante bouwwerken in wolkenkrabberontwerp".
Het Verizon Building heeft vijf ondergrondse niveaus, waar communicatieapparatuur is ondergebracht. Het gebouw bleef in gebruik als een telefooncentrale, waarbij ongeveer 200.000 telefoonlijnen en 3,6 miljoen gegevens voor datatransmissie werden verwerkt vóór 9/11.

## Geschiedenis
Het Verizon Building was een ontwerp van Ralph Thomas Walker en partners McKenzie, Voorhees & Gmelin Architects. Deze firma ontwierp ook het 32 Sixth Avenue (AT&T Long Distance Building) en het 60 Hudson Street, ongeveer anderhalve kilometer van het Verizon Building vandaan. De bouw werd afgerond in 1927.
Het gebouw stond in de beginjaren bekend als het "Barclay-Vesey Building", naar de straten waar het gebouw aan gelegen is – zijnde Barclay Street en Vesey Street. Vanaf de jaren 30 fungeerde het als hoofdzetel van het latere Verizon Communications, dat in september 2013 echter uitweek naar 1095 Avenue of the Americas.
Het Verizon Building, en dan vooral de oostelijke en zuidelijke façade, raakte zwaar beschadigd tijdens de aanslagen op 11 september 2001 na de instorting van 7 World Trade Center. Geen branden werden waargenomen in het gebouw op 11 september 2001. Techniekschachten werden getroffen door ingedrongen water en puin. Het Verizon Building werd na de aanslagen gerestaureerd, maar zou wederom schade ondervinden als gevolg van de doortocht van orkaan Sandy in het najaar van 2012.

## Afbeeldingen

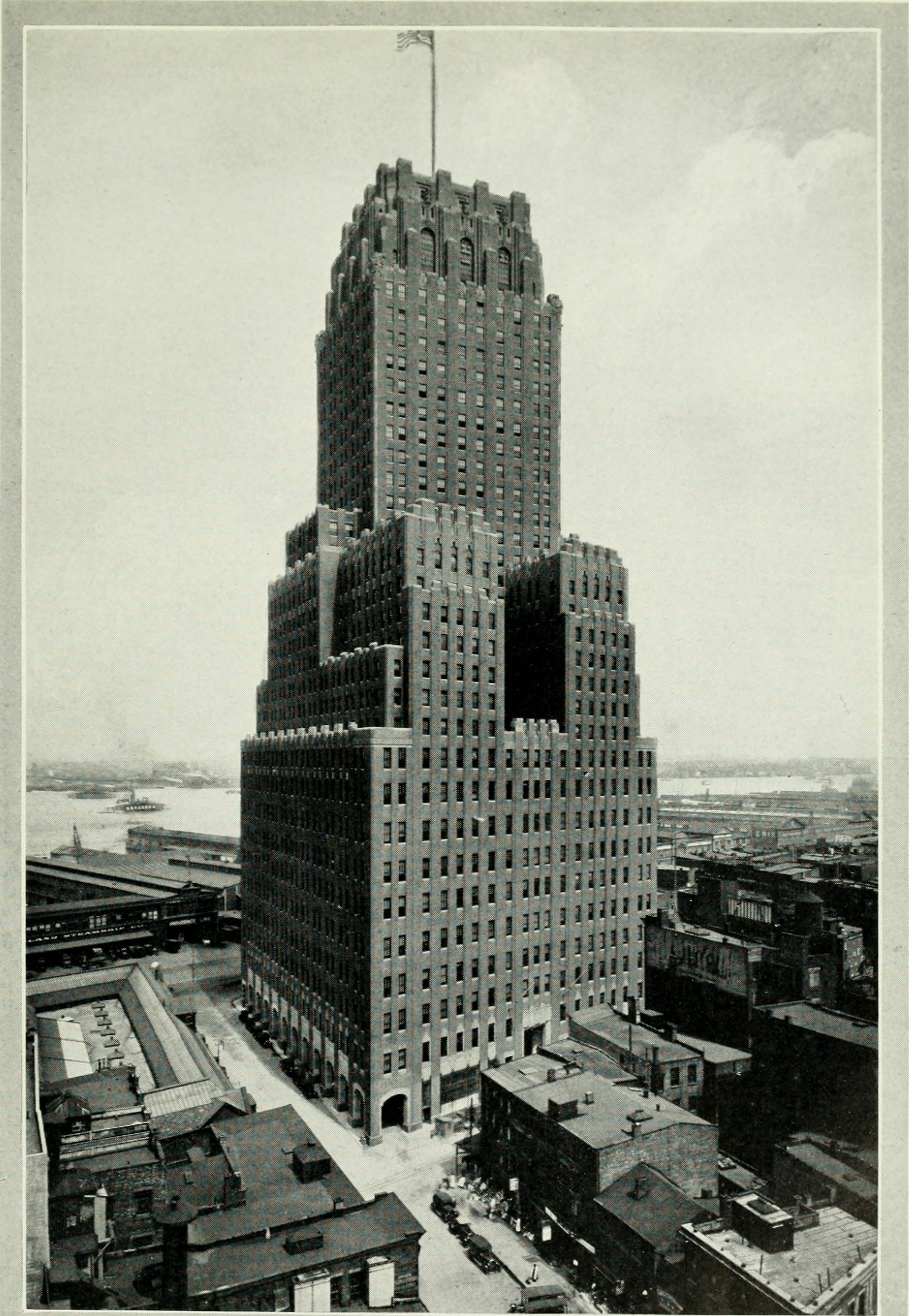
Het Verizon Building, jaren 20
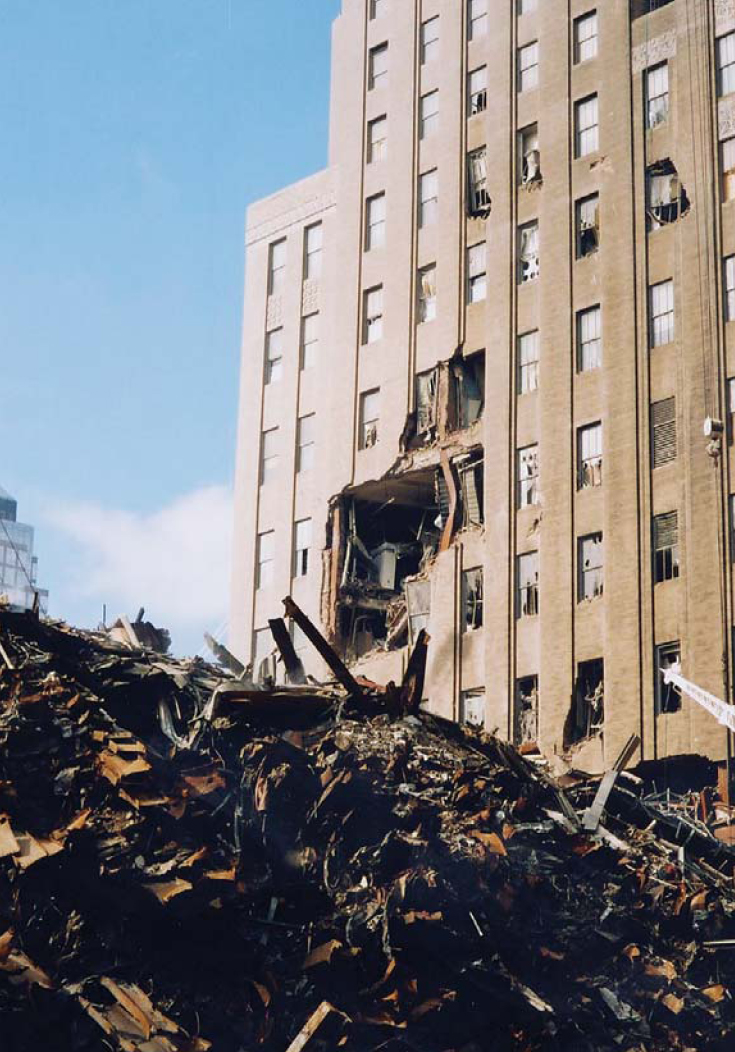
Het beschadigde Verizon Building na de aanslagen op 11 september 2001